# Talsperre Fonte Serne
Die Talsperre Fonte Serne (portugiesisch Barragem de Fonte Serne) liegt in der Region Alentejo Portugals im Distrikt Setúbal. Sie staut den Vale Diogo, einen linken (westlichen) Nebenfluss des Sado zu einem Stausee (port. Albufeira da Barragem de Fonte Serne) auf. Die Kleinstadt Alvalade befindet sich ungefähr sieben Kilometer nordöstlich der Talsperre.
Mit dem Projekt zur Errichtung der Talsperre wurde im Jahre 1973 begonnen. Der Bau wurde 1976 fertiggestellt. Die Talsperre dient der Bewässerung. Sie ist im Besitz der Associação de Regantes e Beneficiários de Campilhas e Alto Sado.

## Absperrbauwerk
Das Absperrbauwerk ist ein Staudamm mit einer Höhe von 17,5 m über der Gründungssohle (16 m über dem Flussbett). Die Dammkrone liegt auf einer Höhe von 81 m über dem Meeresspiegel. Die Länge der Dammkrone beträgt 324 m und ihre Breite 7 m. Das Volumen des Staudamms umfasst 152.400 m³.
Der Staudamm verfügt sowohl über einen Grundablass als auch über eine Hochwasserentlastung. Über den Grundablass können maximal 6,8 m³/s abgeleitet werden, über die Hochwasserentlastung maximal 36 (bzw. 52) m³/s. Das Bemessungshochwasser liegt bei 100 (bzw. 145) m³/s; die Wahrscheinlichkeit für das Auftreten dieses Ereignisses wurde mit einmal in 500 (bzw. 5.000) Jahren bestimmt.

## Stausee
Beim normalen Stauziel von 78,5 m (maximal 79,55 m bei Hochwasser) erstreckt sich der Stausee über eine Fläche von rund 1,05 km² und fasst 5,15 Mio. m³ Wasser – davon können 3,65 Mio. m³ genutzt werden. Das minimale Stauziel liegt bei 74,3 m.